# Lisowody (osiedle)
Lisowody (ukr. Лісоводи) – osiedle na Ukrainie, w obwodzie chmielnickim, w rejonie chmielnickim, w hromadzie Gródek. W 2001 roku liczyło 69 mieszkańców.
W miejscowości znajduje się stacja kolejowa Lisowody, położona na linii Jarmolińce-Husiatyn.